# HC Merano
HC Merano – włoski klub hokeja na lodzie z siedzibą w Merano.
Poza udziałem w krajowych mistrzostwach Włoch klub uczestniczył w rozgrywkach Alpenligi, a w sezonie 2013/2014 drużyna HC Merano Junior występowała w międzynarodowych rozgrywkach Inter-National-League.

## Sukcesy
- Złoty medal mistrzostw Włoch: 1986, 1999

## Szkoleniowcy
Jako trenerzy pracowali w klubie: Doug McKay, Miroslav Fryčer.